# Scăești
Scăești – wieś w Rumunii, w okręgu Dolj, w gminie Scăești. W 2011 roku liczyła 1117 mieszkańców.